# Columbiaville
Columbiaville is een plaats (village) in de Amerikaanse staat Michigan, en valt bestuurlijk gezien onder Lapeer County.

## Demografie
Bij de volkstelling in 2000 werd het aantal inwoners vastgesteld op 815.
In 2006 is het aantal inwoners door het United States Census Bureau geschat op 817, een stijging van 2 (0.2%).

## Geografie
Volgens het United States Census Bureau beslaat de plaats een oppervlakte van
2,9 km², waarvan 2,2 km² land en 0,7 km² water. Columbiaville ligt op ongeveer 266 m boven zeeniveau.

## Plaatsen in de nabije omgeving
De onderstaande figuur toont nabijgelegen plaatsen in een straal van 20 km rond Columbiaville.